# Prosopographia Attica
Die Prosopographia Attica (Abkürzung: PA) ist ein prosopografisches Nachschlagewerk in lateinischer Sprache. Es umfasst etwa 16.000 alphabetisch geordnete Kurzbiographien von vor allem inschriftlich bezeugten Athenern der Antike. Dabei beschränkt es sich auf attische Bürger und die Zeit bis Augustus.
Die PA wurde von Johannes Kirchner erstellt und erschien 1901 und 1903 in zwei Bänden (fotomechanischer Nachdruck 1966). 1910 veröffentlichte Johannes Sundwall Nachträge zur Prosopographia Attica (Nachdruck 1971).